# Werner Schreyer (Schauspieler)

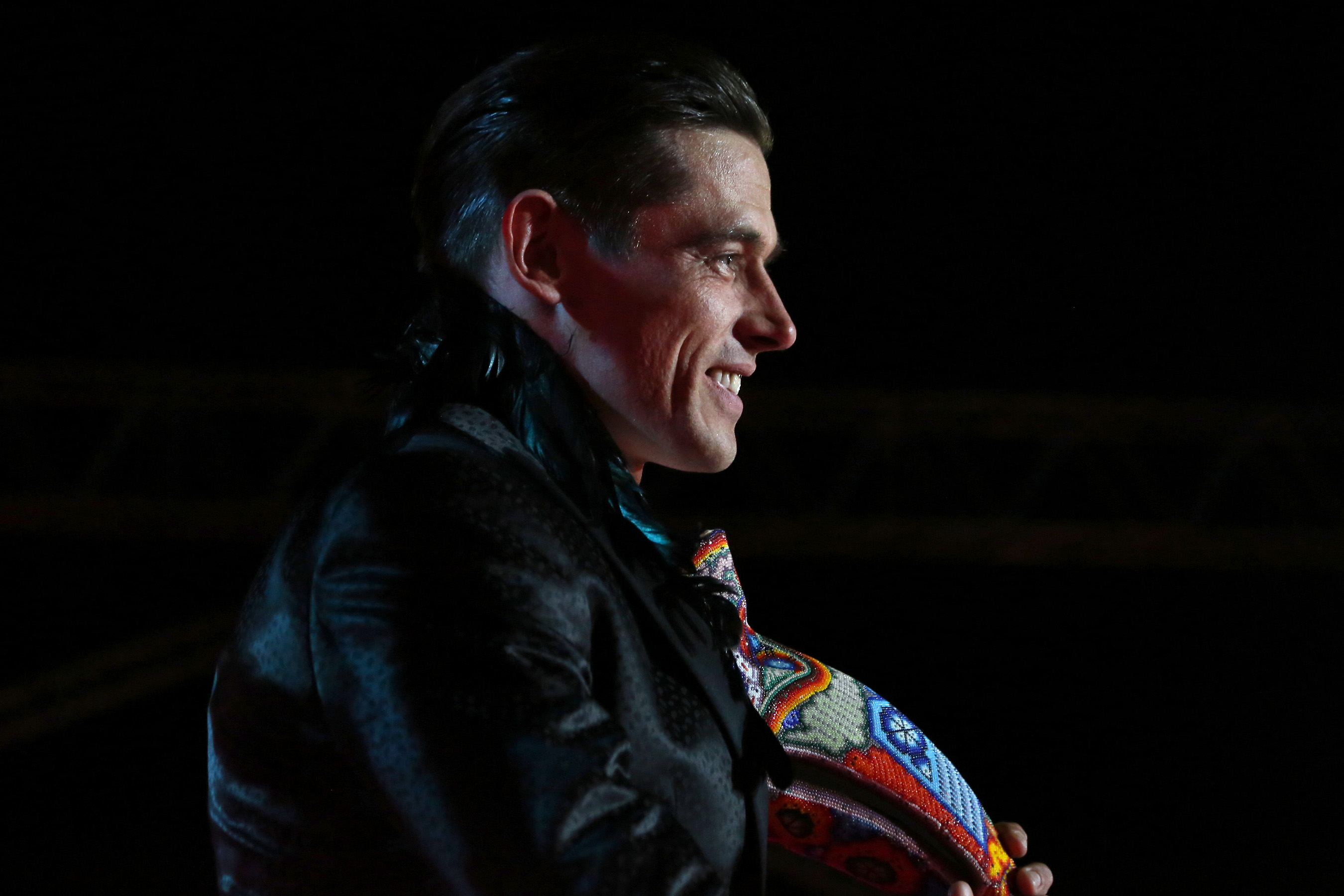
Werner Schreyer (Life Ball 2014)

Werner Schreyer (* 10. März 1970 in Wien) ist ein österreichisches Fotomodell und Schauspieler. Er lebt in der Nähe von Zürich.

## Leben
Schreyer absolvierte die Europäische Fachhochschule für Wirtschafts- und Sozialökonomie in Wien. Ab 1990 wurde er als Model tätig und nahm Schauspielunterricht.
Schreyer wurde von Mario Testino, Herb Ritts, Bruce Weber und Richard Avedon für Designer und Modelabels wie Versace, Armani, Guess, Calvin Klein, Gucci, Dolce & Gabbana und Prada fotografiert. Er war auf den Titelseiten von Elle und GQ und das erste Männermodel auf dem Cover der französischen Vogue.
Werner Schreyers Schauspielauftritte begann mit einem Kostümfilm im französischen Fernsehen mit dem Titel Senso, der 1993 auch den großen Preis auf dem International Historic Film Festival gewann. Er spielte 1995 an der Seite von Gérard Depardieu und Vanessa Paradis in Elisa. 1997 war er als „West“ im Film Bandits und als „Gilles“ in 9½ Wochen in Paris zu sehen. 1998 spielte er neben Mickey Rourke als „Billy“ in Point Blank – Over and Out.
In den 2000er Jahren orientierte sich Schreyer Richtung Bildende Kunst und absolvierte 2010 die F+F Schule für Kunst und Mediendesign in Zürich. Seine erste Ausstellung „L’autre moi“ präsentierte Werner Schreyer 2012 in Wien.